# Brett Anderson (musikalbum)
Brett Anderson är den brittiske sångaren Brett Andersons första soloalbum, utgivet den 26 mars 2007.

## Låtförteckning
1. Love is Dead
2. One Lazy Morning
3. Dust and Rain
4. Intimacy
5. To the Winter
6. Scorpio Rising
7. The Infinite Kiss
8. Colour of the Night
9. The More We Possess the Less We Own of Ourselves
10. Ebony
11. Song for My Father